# 利卡司琼
利卡司琼（INN：ricasetron；开发代号：BRL-46470）
是一种药物，用作血清素5-HT3受体的选择性拮抗剂。它与其他5-HT3拮抗剂一样具有止吐作用，并且具有明显强于其他相关药物的抗焦虑作用，且副作用比苯二氮䓬类抗焦虑药更少。然而，它从未被开发用于医疗用途。